# Grande Coalizione Principalista
La Grande Coalizione Principalista (in inglese: Principlists Grand Coalition; in iraniano: ائتلاف بزرگ اصول‌گرایان) è una coalizione elettorale iraniana. È stata fondata in prossimità delle Elezioni parlamentari in Iran del 2016.